# Wright (Minnesota)

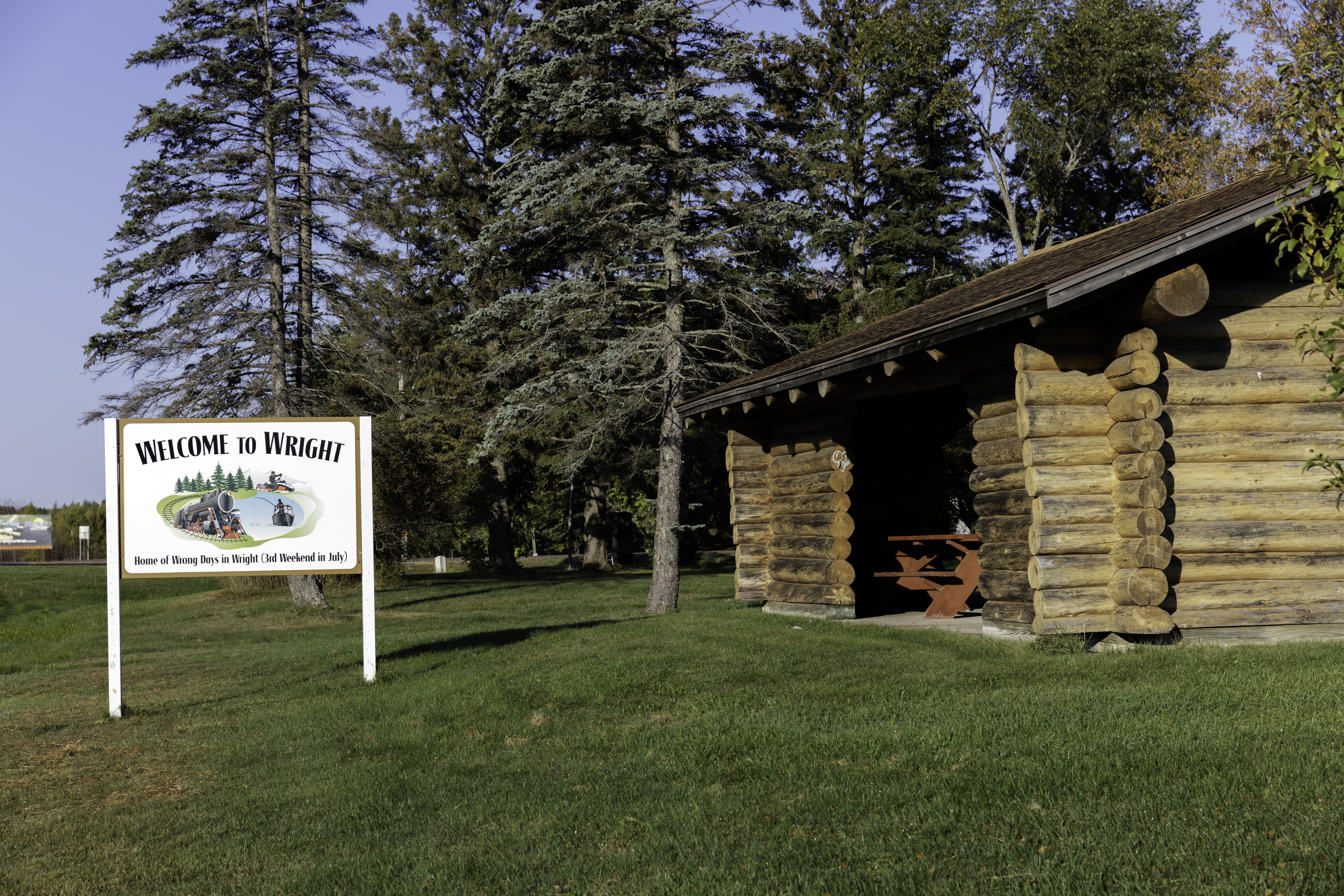
Signe de Bienvenue à Wright

Pour les articles homonymes, voir Wright.
La ville de Wright est située dans le comté de Carlton, dans l’État du Minnesota, aux États-Unis. Sa population s’élevait à 127 habitants lors du recensement de 2010, estimée à 128 habitants en 2017.

## Histoire
Un bureau de poste du nom de Wright a ouvert en 1892. La localité a été nommée d’après George Burdick Wright, un agent foncier.

## Source
- (en) Cet article est partiellement ou en totalité issu de l’article de Wikipédia en anglais intitulé « Wright, Minnesota » (voir la liste des auteurs).

1. ↑  (en) « Carlton County », Jim Forte Postal History (consulté le 11 avril 2015)
2. ↑  (en) Warren Upham, Minnesota Geographic Names: Their Origin and Historic Significance, Minnesota Historical Society, 1920 (lire en ligne), 77
3. ↑  (en) « Population and Housing Unit Estimates » (consulté le 24 mars 2018)
4. ↑  (en) « Census of Population and Housing », Census.gov (consulté le 4 juin 2015)